# Aleksandr Rodiónov
Aleksandr Aleksàndrovitx Rodiónov (en rus Александр Диомидович Родионов) va ser un regatista rus que va competir a començaments del segle xx.
El 1912 va prendre part en els Jocs Olímpics d'Estocolm, on va guanyar la medalla de bronze en la categoria de 10 metres del programa de vela. Brasche navegà a bord del Gallia II junt a Esper Beloselsky, Ernest Brasche, Nikolai Puschnitsky, Karl Lindholm, Iosif Schomaker i Philip Strauch.